# ماسييل
ماسييل هو لاعب كرة قدم برازيلي، ولد في 18 يناير 2000 في ريو دي جانيرو في البرازيل.